# Окерман, Жанна
Жанна Элизабет Окерман, урождённая Баук (швед. Jeanna Elisabeth Åkerman; 16 декабря 1798, Гётеборг — 27 мая 1859, Дрезден) — шведская певица, руководитель хора и композитор, а также художница.

## Биография
Жанна Элизабет Окерман родилась в Гётеборге 16 декабря 1798 года. Её отцом был торговец Юхан Кристофер Баук. Семья была состоятельная и образованная: сам Юхан Баук был одним из руководителей местного «Гармонического общества» (Harmoniska sällskapet), а его младший брат Вильгельм Баук писал музыку. Сама Жанна с раннего возраста проявляла способности к музыке и брала уроки игры на фортепиано у органиста Хенрика Бока. Кроме того, она училась петь и играть на скрипке. Уже в четырнадцать лет девочка выступала вместе со знаменитым немецким виолончелистом Бернхардом Ромбергом.
1814 и 1815 год Жанна провела в Гамбурге, где училась пению, игре на фортепиано и арфе. Вернувшись в Гётеборг, она также начала брать уроки композиции и теории музыки у органиста Георга Гюнтера. Жанна часто выступала с концертами, в первую очередь в качестве певицы, а также руководила исполнением масштабных хоровых произведений, таких как «Реквием» Моцарта и оратория «Иеффай» Генделя. В 1817 году Жанна вышла замуж за торговца Андерса Окермана.

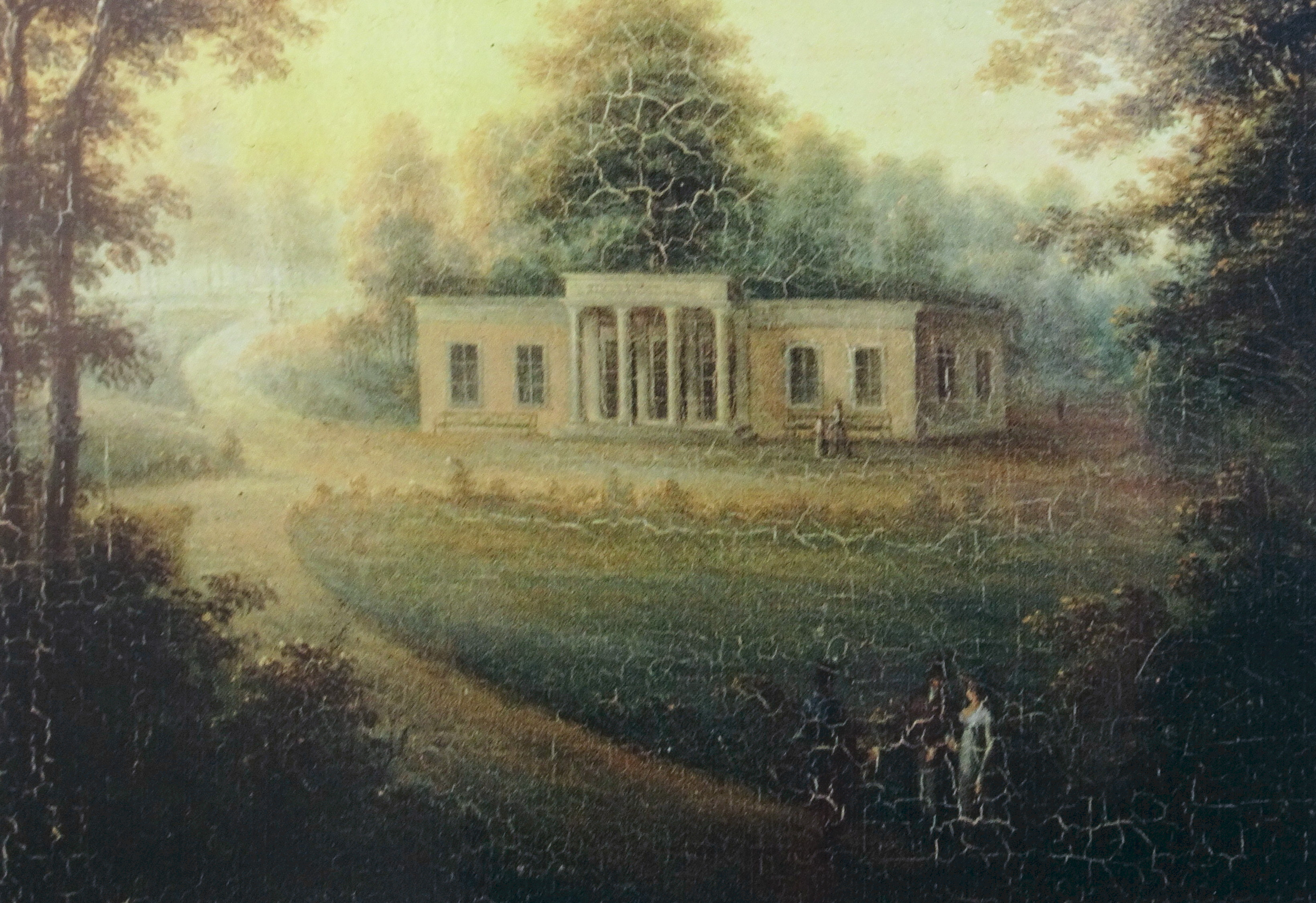
Ж. Окерман. Королевский павильон. 1819

В 1850-х годах деятельность «Гармонического общества» пошла на спад, и Жанна организовала и возглавила смешанный хор «Måndagssångöfvningssällskapet». В 1856 году руководство хором перешло к Бедржиху Сметане, работавшему в это время в Гётеборге.
Помимо музыки, Жанна Окерман занималась живописью. В 1810-х годах она брала уроки рисования у художника Фредрика Вернера и, возможно, обучалась этому искусству в Дрездене. Однако сохранилось лишь небольшое количество её работ: менее десятка пейзажей. Невелико и её музыкальное наследие, поскольку далеко не все произведения Жанны были опубликованы. Изданы были лишь восемь её песен для голоса и фортепиано: несложные по форме, но не лишённые оригинальности и выразительности.
Жанна Окерман умерла в Дрездене, куда ездила на лечение, 27 мая 1859 года.
Художница-пейзажистка Жанна Баук была её племянницей.